# Talassa (satélite)
Tálassa, também conhecido como Netuno IV, é um pequeno satélite natural do planeta Neptuno. O nome deste satélite vem de Tálassa, uma divindade marinha da mitologia grega, filha de Éter e Hemera. Foi descoberto pela sonda Voyager 2 em agosto de 1989.
Assim como Náiade, Tálassa circunda o planeta na mesma direção que Neptuno gira, e permanece perto do plano equatorial de Neptuno. A órbita de Tálassa está lentamente em decomposição devido à desaceleração das marés e pode eventualmente colidir com a atmosfera de Neptuno ou ser dilacerada e formar um anel planetário.